# 莫蘭鎮區 (堪薩斯州葛蘭姆縣)
莫蘭鎮區（英語：Morlan Township）是位於美國堪薩斯州葛蘭姆縣的一個行政鎮區。

## 地方資料
莫蘭鎮區的面積為286.50平方千米，當中陸地面積為286.35平方千米，而水域面積為0.15平方千米。根據2010年美國人口普查的數據，當地共有人口64人，而人口密度為每平方千米0.22人。

## 外部連結
- US-Counties.com
- City-Data.com （页面存档备份，存于）